# Mille giorni di te e di me
Mille giorni di te e di me è un brano di Claudio Baglioni, facente parte del doppio album Oltre del 1990, disco della consacrazione totale del cantautore romano, considerato dalla critica musicale il suo «capolavoro», quanto a ricercatezza di testi e musiche. 
Il brano è considerato punta di diamante della discografia dell'artista ed è una delle canzoni italiane più famose di sempre. Incrocia sonorità pop con lo stile delle ballate, con influenze da parte della world music.
Ha ricevuto dalla commissione ufficiale del Premio Lunezia il riconoscimento al valore musical-letteraio.

## Descrizione
Il brano arriva a seguito di due decenni di successi consecutivi da parte di Baglioni, partendo dagli anni Settanta con i brani Questo piccolo grande amore, Amore bello, E tu come stai fino agli anni Ottanta dove con soli due album si riconferma l'artista pop di maggior successo del decennio, prima con Strada facendo nel 1981, poi con il più grande successo commerciale di sempre La vita è adesso, ad oggi album più venduto di tutti i tempi in Italia. Proprio il successo dell'album precedente fu uno degli scogli maggiori che Oltre dovette affrontare, oltre a un cambio nel suono e nei testi, eppure pian piano anche quest'album riuscì a farsi largo nei cuori e lo fece grazie anche o soprattutto a Mille giorni di te e di me che gli permise di raggiungere la cima delle classifica, in cui restò per quaranta settimane.
Il brano (che musicalmente ha avuto una prima gestazione a partire dal 1985), è dichiaratamente ispirato alla relazione tra Baglioni e la sua compagna e manager Rossella Barattolo, conosciuta nel 1987 dopo la rottura tra il cantante e la moglie Paola Massari. I due però, dopo una relazione segreta iniziata nel 1988 si allontanarono nel 1990 a seguito di vari eventi privati e professionali dell'artista tra cui la complessa lavorazione al disco Oltre e soprattutto delle ingerenze da parte dei paparazzi di Novella 2000 che nel 1989 svelarono il rapporto segreto tra i due, situazioni che portarono il musicista a strappare tutti i testi e riscriverli da capo, in particolar modo Mille giorni di te e di me è prova evidente della riscrittura dei testi in quanto racconta proprio il momento di allontanamento accaduto proprio nei primi mesi del '90. Il rapporto tra i due riprende intorno al 1991 per poi essere ufficializzato nel 1994.